# بوبكر ديالو
بوبكر ديالو (بالفرنسية: Boubacar Diallo)‏ هو لاعب كرة قدم غيني، ولد في 25 ديسمبر 1985 في كينديا في غينيا. شارك مع منتخب غينيا لكرة القدم. أما مع النوادي، فقد لعب مع نادي أجاكسيو ونادي العهد ونادي تولون ونادي جازيليك أجاكسيو ونادي سبارتاك ترنافا.

## وصلات خارجية
- بوبكر ديالو على موقع قاعدة بيانات كرة القدم.إي يو (الإنجليزية)
- بوبكر ديالو على موقع ناشيونال فوتبول تيمز (الإنجليزية)